# Ostsee-Zeitung (Stettin)

Ostsee-Zeitung und Neue Stettiner Zeitung vom 5. Juni 1908

Die Ostsee-Zeitung war eine Tageszeitung in Stettin von 1835 bis 1945, die mit verschiedenen Bezeichnungen erschien.

## Geschichte
Am 15. Juni 1835 erhielt der Kaufmann A. Altvater die Genehmigung zur Gründung von  Stettiner Börsen-Nachrichten. Am 14. August 1835 erschien die erste Ausgabe der Börsen-Nachrichten der Ost-See im Verlag F. Hessenland. Diese wurden zuerst zweimal wöchentlich, später täglich herausgegeben. Seit 1848 hieß sie Ostsee-Zeitung und Börsen-Nachrichten der Ostsee.
1905 wurde sie mit der Neuen Stettiner Zeitung zusammengelegt, 1928 mit der Stettiner Abendpost und 1933 mit dem Stettiner General-Anzeiger. 1945 erschienen die letzten Ausgaben.
Bezeichnungen
- Börsen-Nachrichten der Ost-See, 1835–1848
- Ostsee-Zeitung und Börsen-Nachrichten der Ostsee, 1848–1905
- Ostsee-Zeitung und Neue Stettiner Zeitung, 1905–1922
- Ostsee-Zeitung, 1922–1928
- Ostsee-Zeitung. Stettiner Abendpost., 1928–1929
- Stettiner General-Anzeiger, 1933–1939
- Ostsee-Zeitung. Stettiner General-Anzeiger, 1939–1945